# Liga de Campeones de la CAF 2019-20
La Liga de Campeones de la CAF 2019-20, llamada Total CAF Champions League 2019-20 por razones de patrocinio, fue la 56.ª edición del torneo de fútbol a nivel de clubes más importante de África organizado por la Confederación Africana de Fútbol y la 24ª edición bajo el formato de Liga de Campeones de la CAF. Esta es oficialmente la primera edición del torneo que inició el 9 de agosto y finalizó el 27 de noviembre del año siguiente por decisión del Comité Ejecutivo de la CAF el 17 de julio de 2017.
El Al-Ahly ganó su noveno título derrotando a su rival egipcio Zamalek por 2 a 1 en la final. Como ganador de la Liga de Campeones de la CAF clasificó a la Copa Mundial de Clubes de la FIFA 2020 realizada en Catar y enfrentará al Renaissance de Berkane de Marruecos, campeón de la Copa Confederación de la CAF 2019-20 en la Supercopa de la CAF 2021.

## Participantes
Participan 61 equipos de 49 federaciones, los equipos que aparecen en negrita avanzan directamente a la primera ronda.
| Asociaciones que mandan dos equipos (Puestos 1–12) | Asociaciones que mandan dos equipos (Puestos 1–12) | Asociaciones que mandan dos equipos (Puestos 1–12)                                                  |
| Asociación                                         | Equipo                                             | Método de Clasificación                                                                             |
| -------------------------------------------------- | -------------------------------------------------- | --------------------------------------------------------------------------------------------------- |
| Marruecos (1º – ≥153 pts)                          | Wydad Casablanca                                   | Campeón Botola 2018–19                                                                              |
| Marruecos (1º – ≥153 pts)                          | Raja Casablanca                                    | 2º de Botola 2018–19                                                                                |
| Túnez (2º – ≥149 pts)                              | Espérance de Tunis                                 | Campeón defensor (Liga de Campeones de la CAF 2018-19) Campeón de Liga Profesional de Túnez 2018-19 |
| Túnez (2º – ≥149 pts)                              | Étoile du Sahel                                    | 2º de Liga Profesional de Túnez 2018-19                                                             |
| Egipto (3º – 120.5 pts)                            | Al-Ahly                                            | Campeón de la Liga Premier de Egipto 2018-19                                                        |
| Egipto (3º – 120.5 pts)                            | Zamalek                                            | 2º de la Liga Premier de Egipto 2018-19                                                             |
| Argelia (4º – 92 pts)                              | USM Alger                                          | Campeón del Campeonato Nacional de Argelia 2018–19                                                  |
| Argelia (4º – 92 pts)                              | JS Kabylie                                         | 2º Campeonato Nacional de Argelia 2018–19                                                           |
| República Democrática del Congo (5º – 87 pts)      | TP Mazembe                                         | Campeón Linafoot 2018–19                                                                            |
| República Democrática del Congo (5º – 87 pts)      | AS Vita Club                                       | 2º de Linafoot 2018–19                                                                              |
| Sudáfrica (6º – 76.5 pts)                          | Mamelodi Sundowns                                  | Campeón de Premier Soccer League 2018–19                                                            |
| Sudáfrica (6º – 76.5 pts)                          | Orlando Pirates                                    | 2º de Premier Soccer League 2018–19                                                                 |
| Zambia (7º – 40.5 pts)                             | ZESCO United                                       | Campeón de Primera División de Zambia 2019                                                          |
| Zambia (7º – 40.5 pts)                             | Green Eagles                                       | 2º de Primera División de Zambia 2019                                                               |
| Sudán (8º – 35 pts)                                | Al-Merrikh                                         | Campeón de Primera División de Sudán 2018–19                                                        |
| Sudán (8º – 35 pts)                                | Al-Hilal                                           | 2º de Primera División de Sudán 2018–19                                                             |
| Nigeria (9º – 32.5 pts)                            | Enyimba                                            | Campeón de Liga Premier de Nigeria 2018–19                                                          |
| Nigeria (9º – 32.5 pts)                            | Kano Pillars                                       | 2º de Liga Premier de Nigeria 2018–19                                                               |
| Guinea (10º – 30 pts)                              | Horoya                                             | Campeón de Campeonato Nacional de Guinea 2018-19                                                    |
| Guinea (10º – 30 pts)                              | Hafia                                              | 2º de Campeonato Nacional de Guinea 2018-19                                                         |
| Angola (11º – 21.5 pts)                            | Primero de Agosto                                  | Campeón de Girabola 2018–19                                                                         |
| Angola (11º – 21.5 pts)                            | Petro de Luanda                                    | 2º de Girabola 2018–19                                                                              |
| Tanzania (12º – 18 pts)                            | Simba                                              | Campeón de Liga tanzana de fútbol 2018–19                                                           |
| Tanzania (12º – 18 pts)                            | Young Africans                                     | 2º de Liga tanzana de fútbol 2018–19                                                                |
| Asociaciones que manda un equipo                   |                                                    | |
| Costa de Marfil (13º – 15 pts)                     | SO de l'Armée                                      | Campeón de Primera División de Costa de Marfil 2018–19                                              |
| Kenia (14º – 14 pts)                               | Gor Mahia                                          | Campeón de Liga Keniana de Fútbol 2018–19                                                           |
| Mozambique (15º – 13 pts)                          | UD Songo                                           | Campeón de Moçambola 2018                                                                           |
| República del Congo (16º – 11.5 pts)               | AS Otôho                                           | Campeón de Primera División del Congo 2018-19                                                       |
| Uganda (17º – 11 pts)                              | KCCA                                               | Campeón de Liga Premier de Uganda 2018–19                                                           |
| Libia (18º – 10 pts)                               | Al-Nasr Benghazi                                   | Campeón de Liga Premier de Libia 2018–19                                                            |
| Ghana (19º – 9 pts)                                | Asante Kotoko                                      | Campeón de Liga de fútbol de Ghana 2018–19                                                          |
| Ruanda (E-20º – 8 pts)                             | Rayon Sports                                       | Campeón de Primera División de Ruanda 2018–19                                                       |
| Zimbabue (E-20º – 8 pts)                           | FC Platinum                                        | Campeón de Liga Premier de Zimbabue 2018                                                            |
| Suazilandia (22º – 7 pts)                          | Green Mamba                                        | Campeón de Premier League de Suazilandia 2018-19                                                    |
| Etiopía (23º – 6 pts)                              | Mekelle 70 Enderta                                 | Campeón de Liga etíope de fútbol 2018–19                                                            |
| Botsuana (E-24º – 4 pts)                           | Township Rollers                                   | Campeón de Liga botswanesa de fútbol 2018–19                                                        |
| Togo (E-24º – 4 pts)                               | ASC Kara                                           | Campeón de Campeonato Nacional de Togo 2018–19                                                      |
| Camerún (E-26º – 3 pts)                            | UMS de Loum                                        | Campeón de Primera División de Camerún 2018–19                                                      |
| Mali (E-26º – 3 pts)                               | Stade Malien                                       | Campeón de Copa de Malí 2018                                                                        |
| Burkina Faso (28º – 2.5 pts)                       | Rahimo                                             | Campeón de Primera División de Burkina Faso 2018–19                                                 |
| Gabón (29º – 1.5 pts)                              | Cercle Mbéri Sportif                               | Campeón de Primera División de Gabón 2018–19                                                        |
| Benín                                              | Buffles du Borgou FC                               | Campeón de Premier League de Benín 2018–19                                                          |
| Burundi                                            | Aigle Noir                                         | Campeón de Primera División de Burundi 2018–19                                                      |
| República Centroafricana                           | AS Tempête Mocaf                                   | Campeón de Campeonato de fútbol de la República Centroafricana 2018–19                              |
| Chad                                               | Elect-Sport                                        | Campeón de Primera División de Chad 2018–19                                                         |
| Comoras                                            | Fomboni                                            | Campeón de Primera División de las Comoras 2018–19                                                  |
| Guinea Ecuatorial                                  | Cano Sport                                         | Campeón de Primera División de Guinea Ecuatorial 2018–19                                            |
| Gambia                                             | Brikama United                                     | Campeón de Liga de fútbol de Gambia 2018–19                                                         |
| Lesoto                                             | Matlama                                            | Campeón de Primera División de Lesoto 2018–19                                                       |
| Liberia                                            | LPRC Oilers                                        | Campeón de Premier League de Liberia 2018–19                                                        |
| Madagascar                                         | Fosa Juniors                                       | Campeón de Campeonato malgache de fútbol 2018–19                                                    |
| Malaui                                             | Big Bullets                                        | Campeón de Primera División de Malaui 2018                                                          |
| Mauritania                                         | FC Nouadhibou                                      | Campeón de Liga mauritana de fútbol 2018–19                                                         |
| Mauricio                                           | Pamplemousses                                      | Campeón de Liga Premier de las islas Mauricio 2018–19                                               |
| Namibia                                            | African Stars                                      | 2º de Premier League de Namibia 2018–19                                                             |
| Níger                                              | AS SONIDEP                                         | Campeón de Primera División de Níger 2018–19                                                        |
| Senegal                                            | Génération Foot                                    | Campeón de Liga senegalesa de fútbol 2018–19                                                        |
| Seychelles                                         | Côte d'Or                                          | Campeón de Campeonato seychelense de fútbol 2018                                                    |
| Somalia                                            | Dekedaha                                           | Campeón de Primera División de Somalia 2019                                                         |
| Sudán del Sur                                      | Atlabara                                           | Campeón de Campeonato Nacional de Sudán del Sur 2018–19                                             |
| Zanzíbar                                           | KMKM                                               | Campeón de Primera División de Zanzíbar 2018–19                                                     |

### Asociaciones que no mandaron equipo
| - Cabo Verde - Yibuti - Eritrea | - Guinea-Bisáu - Reunión | - Santo Tomé y Príncipe - Sierra Leona |

## Fase de Clasificación

### Ronda Preliminar
}}
}}
}}
}}
}}
}}
}}
}}
}}
}}
}}
}}
}}
}}
}}
}}
}}
}}
}}
}}
}}
}}
}}
}}
}}
}}
}}
}}
}}
| Equipo 1             | Agr.    | Equipo 2           | Ida | Vuelta |
| -------------------- | ------- | ------------------ | --- | ------ |
| Brikama United       | 3–7     | Raja Casablanca    | 3–3 | 0–4    |
| AS Tempête Mocaf     | 2–3     | Al-Nasr            | 1–0 | 1–3    |
| JS Kabylie           | 3–3 (v) | Al-Merrikh         | 1–0 | 2–3    |
| Stade Malien         | 1–2     | Horoya             | 1–1 | 0–1    |
| Buffles du Borgou FC | 1–2     | ASC Kara           | 1–1 | 0–1    |
| UMS de Loum          | 0–1     | AS Vita Club       | 0–0 | 0–1    |
| Rayon Sports         | 1–1 (v) | Al-Hilal Omdurmán  | 1–1 | 0–0    |
| Rahimo               | 1–5     | Enyimba            | 1–0 | 0–5    |
| AS SONIDEP           | 2–5     | USM Alger          | 1–2 | 1–3    |
| Aigle Noir           | 1–5     | Gor Mahia          | 0–0 | 1–5    |
| Atlabara             | 0–13    | Al-Ahly            | 0–4 | 0–9    |
| Cano Sport           | 3–2     | Mekelle 70 Enderta | 2–1 | 1–1    |
| Dekedaha             | 0–13    | Zamalek            | 0–7 | 0–6    |
| LPRC Oilers          | 1–3     | Génération Foot    | 1–0 | 0–3    |
| Hafia                | 3–8     | Étoile du Sahel    | 2–1 | 1–7    |
| Kano Pillars         | 3–4     | Asante Kotoko      | 3–2 | 0–2    |
| African Stars        | 3–4     | KCCA               | 3–2 | 0–2    |
| Matlama              | 0–3     | Petro de Luanda    | 0–2 | 0–1    |
| Fomboni              | 3–3 (v) | Côte d'Or          | 2–2 | 1–1    |
| AS Otôho             | 2–5     | Mamelodi Sundowns  | 2–1 | 0–4    |
| SO de l'Armée        | 0–1     | FC Nouadhibou      | 0–0 | 0–1    |
| Cercle Mbéri Sportif | 0–2     | Elect-Sport        | 0–0 | 0–2    |
| Green Mamba          | 0–3     | ZESCO United       | 0–2 | 0–1    |
| Young Africans       | 2–1     | Township Rollers   | 1–1 | 1–0    |
| Big Bullets          | 2–3     | FC Platinum        | 0–0 | 2–3    |
| UD Songo             | 1–1 (v) | Simba              | 0–0 | 1–1    |
| KMKM                 | 0–4     | 1º de Agosto       | 0–2 | 0–2    |
| Green Eagles FC      | 2–1     | Orlando Pirates    | 1–0 | 1–1    |
| Fosa Juniors         | 2–1     | Pamplemousses      | 1–0 | 1–1    |

### Primera Ronda
}}
}}
}}
}}
}}
}}
}}
}}
}}
}}
}}
}}
}}
}}
}}
}}
| Equipo 1        | Agr.        | Equipo 2           | Ida | Vuelta |
| --------------- | ----------- | ------------------ | --- | ------ |
| Al-Nasr         | 2–4         | Raja Casablanca    | 1–3 | 1–1    |
| JS Kabylie      | 2–2 (5–3 p) | Horoya             | 2–0 | 0–2    |
| ASC Kara        | 0–1         | AS Vita Club       | 0–0 | 0–1    |
| Enyimba         | 0–1         | Al-Hilal Omdurmán  | 0–0 | 0–1    |
| USM Alger       | 6–1         | Gor Mahia          | 4–1 | 2–0    |
| Cano Sport      | 0–6         | Al-Ahly            | 0–2 | 0–4    |
| Génération Foot | 2–2 (v)     | Zamalek            | 2–1 | 0–1    |
| Asante Kotoko   | 2–3         | Étoile du Sahel    | 2–0 | 0–3    |
| Petro de Luanda | 1–1 (v)     | KCCA               | 0–0 | 1–1    |
| Côte d'Or       | 1–16        | Mamelodi Sundowns  | 0–5 | 1–11   |
| FC Nouadhibou   | 1–6         | Wydad Casablanca   | 0–2 | 1–4    |
| Elect-Sport     | 2–3         | Espérance de Tunis | 1–1 | 1–2    |
| Young Africans  | 2–3         | ZESCO United       | 1–1 | 1–2    |
| FC Platinum     | 5–2         | UD Songo           | 1–0 | 4–2    |
| Green Eagles FC | 2–2 (v)     | 1º de Agosto       | 1–2 | 1–0    |
| Fosa Juniors    | 1–3         | TP Mazembe         | 0–0 | 1–3    |

## Fase de grupos

### Grupo A
| Pos. | Equipo             | Pts. | PJ | G | E | P | GF | GC | Dif. | Clasificación    |
| ---- | ------------------ | ---- | -- | - | - | - | -- | -- | ---- | ---------------- |
| 1    | TP Mazembe         | 14   | 6  | 4 | 2 | 0 | 11 | 4  | +7   | Cuartos de final |
| 2    | Zamalek            | 9    | 6  | 2 | 3 | 1 | 5  | 4  | +1   | Cuartos de final |
| 3    | Primeiro de Agosto | 4    | 6  | 0 | 4 | 2 | 4  | 7  | −3   |                  |
| 4    | ZESCO United       | 3    | 6  | 0 | 3 | 3 | 5  | 10 | −5   |                  |

 Fuente: CAF
| \| Fecha \| Estadio (Ciudad) \| Local \| Resultado \| Visitante \| \| ----------------------- \| -------------------------------- \| ------------------ \| --------- \| ------------------ \| \| 30 de noviembre de 2019 \| Estadio 11 de Noviembre (Luanda) \| Primeiro de Agosto \| 1–1 \| ZESCO United \| \| 30 de noviembre de 2019 \| Stade TP Mazembe (Lubumbashi) \| TP Mazembe \| 3–0 \| Zamalek \| \| 7 de diciembre de 2019 \| Estadio Al-Salam (El Cairo) \| Zamalek \| 2–0 \| Primeiro de Agosto \| \| 7 de diciembre de 2019 \| Estadio Levy Mwanawasa (Ndola) \| ZESCO United \| 1–2 \| TP Mazembe \| \| 27 de diciembre de 2019 \| Estadio 11 de Noviembre (Luanda) \| Primeiro de Agosto \| 1–1 \| TP Mazembe \| \| 28 de diciembre de 2019 \| Estadio Levy Mwanawasa (Ndola) \| ZESCO United \| 1–1 \| Zamalek \| \| 10 de enero de 2020 \| Estadio Al-Salam (El Cairo) \| Zamalek \| 2–0 \| ZESCO United \| \| 11 de enero de 2020 \| Stade TP Mazembe (Lubumbashi) \| TP Mazembe \| 2–1 \| Primeiro de Agosto \| \| 24 de enero de 2020 \| Estadio Al-Salam (El Cairo) \| Zamalek \| 0–0 \| TP Mazembe \| \| 25 de enero de 2020 \| Estadio Levy Mwanawasa (Ndola) \| ZESCO United \| 1–1 \| Primeiro de Agosto \| \| 1 de febrero de 2020 \| Estadio 11 de Noviembre (Luanda) \| Primeiro de Agosto \| 0–0 \| Zamalek \| \| 1 de febrero de 2020 \| Stade TP Mazembe (Lubumbashi) \| TP Mazembe \| 3–1 \| ZESCO United \| |                                  |                    |           |                    |
| Fecha | Estadio (Ciudad)                 | Local              | Resultado | Visitante          |
| 30 de noviembre de 2019 | Estadio 11 de Noviembre (Luanda) | Primeiro de Agosto | 1–1       | ZESCO United       |
| 30 de noviembre de 2019 | Stade TP Mazembe (Lubumbashi)    | TP Mazembe         | 3–0       | Zamalek            |
| 7 de diciembre de 2019 | Estadio Al-Salam (El Cairo)      | Zamalek            | 2–0       | Primeiro de Agosto |
| 7 de diciembre de 2019 | Estadio Levy Mwanawasa (Ndola)   | ZESCO United       | 1–2       | TP Mazembe         |
| 27 de diciembre de 2019 | Estadio 11 de Noviembre (Luanda) | Primeiro de Agosto | 1–1       | TP Mazembe         |
| 28 de diciembre de 2019 | Estadio Levy Mwanawasa (Ndola)   | ZESCO United       | 1–1       | Zamalek            |
| 10 de enero de 2020 | Estadio Al-Salam (El Cairo)      | Zamalek            | 2–0       | ZESCO United       |
| 11 de enero de 2020 | Stade TP Mazembe (Lubumbashi)    | TP Mazembe         | 2–1       | Primeiro de Agosto |
| 24 de enero de 2020 | Estadio Al-Salam (El Cairo)      | Zamalek            | 0–0       | TP Mazembe         |
| 25 de enero de 2020 | Estadio Levy Mwanawasa (Ndola)   | ZESCO United       | 1–1       | Primeiro de Agosto |
| 1 de febrero de 2020 | Estadio 11 de Noviembre (Luanda) | Primeiro de Agosto | 0–0       | Zamalek            |
| 1 de febrero de 2020 | Stade TP Mazembe (Lubumbashi)    | TP Mazembe         | 3–1       | ZESCO United       |

### Grupo B
| Pos. | Equipo            | Pts. | PJ | G | E | P | GF | GC | Dif. | Clasificación    |
| ---- | ----------------- | ---- | -- | - | - | - | -- | -- | ---- | ---------------- |
| 1    | Étoile du Sahel   | 12   | 6  | 4 | 0 | 2 | 8  | 3  | +5   | Cuartos de final |
| 2    | Al-Ahly           | 11   | 6  | 3 | 2 | 1 | 7  | 4  | +3   | Cuartos de final |
| 3    | Al-Hilal Omdurmán | 10   | 6  | 3 | 1 | 2 | 7  | 6  | +1   |                  |
| 4    | FC Platinum       | 1    | 6  | 0 | 1 | 5 | 2  | 11 | −9   |                  |

 Fuente: CAF
| \| Fecha \| Estadio (Ciudad) \| Local \| Resultado \| Visitante \| \| ----------------------- \| -------------------------------- \| ----------------- \| --------- \| ----------------- \| \| 29 de noviembre de 2019 \| Stade Olympique de Radès (Túnez) \| Étoile du Sahel \| 1–0 \| Al-Ahly \| \| 29 de noviembre de 2019 \| Estadio Al-Hilal (Omdurmán) \| Al-Hilal Omdurmán \| 2–1 \| FC Platinum \| \| 6 de diciembre de 2019 \| Estadio Internacional (El Cairo) \| Al-Ahly \| 2–1 \| Al-Hilal Omdurmán \| \| 7 de diciembre de 2019 \| Estadio Barbourfields (Bulawayo) \| FC Platinum \| 0–3 \| Étoile du Sahel \| \| 28 de diciembre de 2019 \| Estadio Al-Salam (El Cairo) \| Al-Ahly \| 2–0 \| FC Platinum \| \| 28 de diciembre de 2019 \| Stade Olympique de Radès (Túnez) \| Étoile du Sahel \| 0–1 \| Al-Hilal Omdurmán \| \| 11 de enero de 2020 \| Estadio Barbourfields (Bulawayo) \| FC Platinum \| 1–1 \| Al-Ahly \| \| 11 de enero de 2020 \| Estadio Al-Hilal (Omdurmán) \| Al-Hilal Omdurmán \| 1–2 \| Étoile du Sahel \| \| 25 de enero de 2020 \| Estadio Barbourfields (Bulawayo) \| FC Platinum \| 0–1 \| Al-Hilal Omdurmán \| \| 26 de enero de 2020 \| Estadio Al-Salam (El Cairo) \| Al-Ahly \| 1–0 \| Étoile du Sahel \| \| 1 de febrero de 2020 \| Stade Olympique de Radès (Túnez) \| Étoile du Sahel \| 2–0 \| FC Platinum \| \| 1 de febrero de 2020 \| Estadio Al-Hilal (Omdurmán) \| Al-Hilal Omdurmán \| 1–1 \| Al-Ahly \| |                                  |                   |           |                   |
| Fecha | Estadio (Ciudad)                 | Local             | Resultado | Visitante         |
| 29 de noviembre de 2019 | Stade Olympique de Radès (Túnez) | Étoile du Sahel   | 1–0       | Al-Ahly           |
| 29 de noviembre de 2019 | Estadio Al-Hilal (Omdurmán)      | Al-Hilal Omdurmán | 2–1       | FC Platinum       |
| 6 de diciembre de 2019 | Estadio Internacional (El Cairo) | Al-Ahly           | 2–1       | Al-Hilal Omdurmán |
| 7 de diciembre de 2019 | Estadio Barbourfields (Bulawayo) | FC Platinum       | 0–3       | Étoile du Sahel   |
| 28 de diciembre de 2019 | Estadio Al-Salam (El Cairo)      | Al-Ahly           | 2–0       | FC Platinum       |
| 28 de diciembre de 2019 | Stade Olympique de Radès (Túnez) | Étoile du Sahel   | 0–1       | Al-Hilal Omdurmán |
| 11 de enero de 2020 | Estadio Barbourfields (Bulawayo) | FC Platinum       | 1–1       | Al-Ahly           |
| 11 de enero de 2020 | Estadio Al-Hilal (Omdurmán)      | Al-Hilal Omdurmán | 1–2       | Étoile du Sahel   |
| 25 de enero de 2020 | Estadio Barbourfields (Bulawayo) | FC Platinum       | 0–1       | Al-Hilal Omdurmán |
| 26 de enero de 2020 | Estadio Al-Salam (El Cairo)      | Al-Ahly           | 1–0       | Étoile du Sahel   |
| 1 de febrero de 2020 | Stade Olympique de Radès (Túnez) | Étoile du Sahel   | 2–0       | FC Platinum       |
| 1 de febrero de 2020 | Estadio Al-Hilal (Omdurmán)      | Al-Hilal Omdurmán | 1–1       | Al-Ahly           |

### Grupo C
| Pos. | Equipo                   | Pts. | PJ | G | E | P | GF | GC | Dif. | Clasificación    |
| ---- | ------------------------ | ---- | -- | - | - | - | -- | -- | ---- | ---------------- |
| 1    | Mamelodi Sundowns        | 14   | 6  | 4 | 2 | 0 | 9  | 3  | +6   | Cuartos de final |
| 2    | Wydad Casablanca         | 9    | 6  | 2 | 3 | 1 | 10 | 6  | +4   | Cuartos de final |
| 3    | Petro Atlético de Luanda | 4    | 6  | 0 | 4 | 2 | 8  | 14 | −6   |                  |
| 4    | USM Alger                | 3    | 6  | 0 | 3 | 3 | 6  | 10 | −4   |                  |

 Fuente: CAF
| \| Fecha \| Estadio (Ciudad) \| Local \| Resultado \| Visitante \| \| ----------------------- \| ---------------------------------- \| ------------------------ \| --------- \| ------------------------ \| \| 30 de noviembre de 2019 \| Estadio Mustapha Tchaker (Blida) \| USM Alger \| 1–1 \| Wydad Casablanca \| \| 30 de noviembre de 2019 \| Estadio Loftus Versfeld (Pretoria) \| Mamelodi Sundowns \| 3–0 \| Petro Atlético de Luanda \| \| 7 de diciembre de 2019 \| Estadio 11 de Noviembre (Luanda) \| Petro Atlético de Luanda \| 1–1 \| USM Alger \| \| 7 de diciembre de 2019 \| Estadio Mohammed V (Casablanca) \| Wydad Casablanca \| 0–0 \| Mamelodi Sundowns \| \| 28 de diciembre de 2019 \| Estadio Mohammed V (Casablanca) \| Wydad Casablanca \| 4–1 \| Petro Atlético de Luanda \| \| 28 de diciembre de 2019 \| Estadio Mustapha Tchaker (Blida) \| USM Alger \| 0–1 \| Mamelodi Sundowns \| \| 11 de enero de 2020 \| Estadio 11 de Noviembre (Luanda) \| Petro Atlético de Luanda \| 2–2 \| Wydad Casablanca \| \| 11 de enero de 2020 \| Estadio Loftus Versfeld (Pretoria) \| Mamelodi Sundowns \| 2–1 \| USM Alger \| \| 24 de enero de 2020 \| Estadio Mohammed V (Casablanca) \| Wydad Casablanca \| 3–1 \| USM Alger \| \| 25 de enero de 2020 \| Estadio 11 de Noviembre (Luanda) \| Petro Atlético de Luanda \| 2–2 \| Mamelodi Sundowns \| \| 1 de febrero de 2020 \| Estadio 5 de julio de 1962 (Argel) \| USM Alger \| 2–2 \| Petro Atlético de Luanda \| \| 1 de febrero de 2020 \| Estadio Lucas Moripe (Pretoria) \| Mamelodi Sundowns \| 1–0 \| Wydad Casablanca \| |                                    |                          |           |                          |
| Fecha | Estadio (Ciudad)                   | Local                    | Resultado | Visitante                |
| 30 de noviembre de 2019 | Estadio Mustapha Tchaker (Blida)   | USM Alger                | 1–1       | Wydad Casablanca         |
| 30 de noviembre de 2019 | Estadio Loftus Versfeld (Pretoria) | Mamelodi Sundowns        | 3–0       | Petro Atlético de Luanda |
| 7 de diciembre de 2019 | Estadio 11 de Noviembre (Luanda)   | Petro Atlético de Luanda | 1–1       | USM Alger                |
| 7 de diciembre de 2019 | Estadio Mohammed V (Casablanca)    | Wydad Casablanca         | 0–0       | Mamelodi Sundowns        |
| 28 de diciembre de 2019 | Estadio Mohammed V (Casablanca)    | Wydad Casablanca         | 4–1       | Petro Atlético de Luanda |
| 28 de diciembre de 2019 | Estadio Mustapha Tchaker (Blida)   | USM Alger                | 0–1       | Mamelodi Sundowns        |
| 11 de enero de 2020 | Estadio 11 de Noviembre (Luanda)   | Petro Atlético de Luanda | 2–2       | Wydad Casablanca         |
| 11 de enero de 2020 | Estadio Loftus Versfeld (Pretoria) | Mamelodi Sundowns        | 2–1       | USM Alger                |
| 24 de enero de 2020 | Estadio Mohammed V (Casablanca)    | Wydad Casablanca         | 3–1       | USM Alger                |
| 25 de enero de 2020 | Estadio 11 de Noviembre (Luanda)   | Petro Atlético de Luanda | 2–2       | Mamelodi Sundowns        |
| 1 de febrero de 2020 | Estadio 5 de julio de 1962 (Argel) | USM Alger                | 2–2       | Petro Atlético de Luanda |
| 1 de febrero de 2020 | Estadio Lucas Moripe (Pretoria)    | Mamelodi Sundowns        | 1–0       | Wydad Casablanca         |

### Grupo D
| Pos. | Equipo             | Pts. | PJ | G | E | P | GF | GC | Dif. | Clasificación    |
| ---- | ------------------ | ---- | -- | - | - | - | -- | -- | ---- | ---------------- |
| 1    | Espérance de Tunis | 11   | 6  | 3 | 2 | 1 | 7  | 3  | +4   | Cuartos de final |
| 2    | Raja Casablanca    | 11   | 6  | 3 | 2 | 1 | 6  | 4  | +2   | Cuartos de final |
| 3    | JS Kabylie         | 7    | 6  | 2 | 1 | 3 | 3  | 7  | −4   |                  |
| 4    | AS Vita Club       | 4    | 6  | 1 | 1 | 4 | 4  | 6  | −2   |                  |

 Fuente: CAF
| \| Fecha \| Estadio (Ciudad) \| Local \| Resultado \| Visitante \| \| ----------------------- \| --------------------------------------- \| ------------------ \| --------- \| ------------------ \| \| 29 de noviembre de 2019 \| Stade du 1er Novembre 1954 (Tizi Ouzou) \| JS Kabylie \| 1–0 \| AS Vita Club \| \| 30 de noviembre de 2019 \| Estadio Mohammed V (Casablanca) \| Raja Casablanca \| 0–2 \| Espérance de Tunis \| \| 6 de diciembre de 2019 \| Estadio de los Mártires (Kinshasa) \| AS Vita Club \| 0–1 \| Raja Casablanca \| \| 6 de diciembre de 2019 \| Estadio Olímpico de Radès (Túnez) \| Espérance de Tunis \| 1–0 \| JS Kabylie \| \| 27 de diciembre de 2019 \| Estadio Olímpico de Radès (Túnez) \| Espérance de Tunis \| 0–0 \| AS Vita Club \| \| 27 de diciembre de 2019 \| Estadio Mohammed V (Casablanca) \| Raja Casablanca \| 2–0 \| JS Kabylie \| \| 10 de enero de 2020 \| Stade du 1er Novembre 1954 (Tizi Ouzou) \| JS Kabylie \| 0–0 \| Raja Casablanca \| \| 11 de enero de 2020 \| Estadio de los Mártires (Kinshasa) \| AS Vita Club \| 0–2 \| Espérance de Tunis \| \| 25 de enero de 2020 \| Estadio de los Mártires (Kinshasa) \| AS Vita Club \| 4–1 \| JS Kabylie \| \| 25 de enero de 2020 \| Estadio Olímpico de Radès (Túnez) \| Espérance de Tunis \| 2–2 \| Raja Casablanca \| \| 1 de febrero de 2020 \| Estadio Mohammed V (Casablanca) \| Raja Casablanca \| 1–0 \| AS Vita Club \| \| 1 de febrero de 2020 \| Stade du 1er Novembre 1954 (Tizi Ouzou) \| JS Kabylie \| 1–0 \| Espérance de Tunis \| |                                         |                    |           |                    |
| Fecha | Estadio (Ciudad)                        | Local              | Resultado | Visitante          |
| 29 de noviembre de 2019 | Stade du 1er Novembre 1954 (Tizi Ouzou) | JS Kabylie         | 1–0       | AS Vita Club       |
| 30 de noviembre de 2019 | Estadio Mohammed V (Casablanca)         | Raja Casablanca    | 0–2       | Espérance de Tunis |
| 6 de diciembre de 2019 | Estadio de los Mártires (Kinshasa)      | AS Vita Club       | 0–1       | Raja Casablanca    |
| 6 de diciembre de 2019 | Estadio Olímpico de Radès (Túnez)       | Espérance de Tunis | 1–0       | JS Kabylie         |
| 27 de diciembre de 2019 | Estadio Olímpico de Radès (Túnez)       | Espérance de Tunis | 0–0       | AS Vita Club       |
| 27 de diciembre de 2019 | Estadio Mohammed V (Casablanca)         | Raja Casablanca    | 2–0       | JS Kabylie         |
| 10 de enero de 2020 | Stade du 1er Novembre 1954 (Tizi Ouzou) | JS Kabylie         | 0–0       | Raja Casablanca    |
| 11 de enero de 2020 | Estadio de los Mártires (Kinshasa)      | AS Vita Club       | 0–2       | Espérance de Tunis |
| 25 de enero de 2020 | Estadio de los Mártires (Kinshasa)      | AS Vita Club       | 4–1       | JS Kabylie         |
| 25 de enero de 2020 | Estadio Olímpico de Radès (Túnez)       | Espérance de Tunis | 2–2       | Raja Casablanca    |
| 1 de febrero de 2020 | Estadio Mohammed V (Casablanca)         | Raja Casablanca    | 1–0       | AS Vita Club       |
| 1 de febrero de 2020 | Stade du 1er Novembre 1954 (Tizi Ouzou) | JS Kabylie         | 1–0       | Espérance de Tunis |

## Fase final

### Equipos clasificados
| Grupo | Primeros           | Segundos         |
| ----- | ------------------ | ---------------- |
| A     | TP Mazembe         | Zamalek          |
| B     | Étoile du Sahel    | Al-Ahly          |
| C     | Mamelodi Sundowns  | Wydad Casablanca |
| D     | Espérance de Tunis | Raja Casablanca  |

### Cuadro de desarrollo
Los 8 equipos clasificados son divididos en 4 enfrentamientos a eliminación directa a partidos de ida y vuelta. Se tomará el criterio de la regla del gol de visitante en caso de igualar en el marcador global, de persistir el empate se jugará tiempo extra y de seguir así penales.
El sorteo de cuartos de final se llevó a cabo el 5 de febrero de 2020, en el Hilton Pyramids Golf en El Cairo, Egipto.
|  | Cuartos de final                                 | Cuartos de final                                 | Cuartos de final                                 | Cuartos de final                                 | Cuartos de final                                 |   |         | Semifinales                                                      | Semifinales                                                      | Semifinales                                                      | Semifinales                                                      | Semifinales                                                      |  |         | Final           | Final           | Final           |  |
|  | 28 y 29 de febrero (ida) 6 y 7 de marzo (vuelta) | 28 y 29 de febrero (ida) 6 y 7 de marzo (vuelta) | 28 y 29 de febrero (ida) 6 y 7 de marzo (vuelta) | 28 y 29 de febrero (ida) 6 y 7 de marzo (vuelta) | 28 y 29 de febrero (ida) 6 y 7 de marzo (vuelta) |   |         | 17 y 18 de octubre (ida) 23 de octubre y 4 de noviembre (vuelta) | 17 y 18 de octubre (ida) 23 de octubre y 4 de noviembre (vuelta) | 17 y 18 de octubre (ida) 23 de octubre y 4 de noviembre (vuelta) | 17 y 18 de octubre (ida) 23 de octubre y 4 de noviembre (vuelta) | 17 y 18 de octubre (ida) 23 de octubre y 4 de noviembre (vuelta) |  |         | 27 de noviembre | 27 de noviembre | 27 de noviembre |  |
|  |                                                  |                                                  |                                                  |                                                  |                                                  |   |         |                                                                  |                                                                  |                                                                  |                                                                  |                                                                  |  |         |                 |                 |                 |  |
|  |                                                  |                                                  |                                                  |                                                  |                                                  |   |         |                                                                  |                                                                  |                                                                  |                                                                  |                                                                  |  |         |                 |                 |                 |  |
|  | Espérance de Tunis                               | Espérance de Tunis                               | 1                                                | 1                                                | 2                                                |   |         |                                                                  |                                                                  |                                                                  |                                                                  |                                                                  |  |         |                 |                 |                 |  |
|  | Espérance de Tunis                               | Espérance de Tunis                               | 1                                                | 1                                                | 2                                                |   |         |                                                                  |                                                                  |                                                                  |                                                                  |                                                                  |  |         |                 |                 |                 |  |
|  | Zamalek                                          | Zamalek                                          | 3                                                | 0                                                | 3                                                |   |         |                                                                  |                                                                  |                                                                  |                                                                  |                                                                  |  |         |                 |                 |                 |  |
|  | Zamalek                                          | Zamalek                                          | 3                                                | 0                                                | 3                                                |   | Zamalek | Zamalek                                                          | 1                                                                | 3                                                                | 4                                                                |                                                                  |  |         |                 |                 |                 |  |
|  |                                                  |                                                  |                                                  |                                                  |                                                  |   | Zamalek | Zamalek                                                          | 1                                                                | 3                                                                | 4                                                                |                                                                  |  |         |                 |                 |                 |  |
|  |                                                  |                                                  | Raja Casablanca                                  | Raja Casablanca                                  | 0                                                | 1 | 1       |                                                                  |                                                                  |                                                                  |                                                                  |                                                                  |  |         |                 |                 |                 |  |
|  | T. P. Mazembe                                    | T. P. Mazembe                                    | Raja Casablanca                                  | Raja Casablanca                                  | 0                                                | 1 | 1       | 0                                                                | 1                                                                | 1                                                                |                                                                  |                                                                  |  |         |                 |                 |                 |  |
|  | T. P. Mazembe                                    | T. P. Mazembe                                    |                                                  |                                                  |                                                  |   |         |                                                                  |                                                                  | 1                                                                |                                                                  |                                                                  |  |         |                 |                 |                 |  |
|  | Raja Casablanca                                  | Raja Casablanca                                  | 2                                                | 0                                                | 2                                                |   |         |                                                                  |                                                                  |                                                                  |                                                                  |                                                                  |  |         |                 |                 |                 |  |
|  | Raja Casablanca                                  | Raja Casablanca                                  | 2                                                | 0                                                | 2                                                |   |         |                                                                  |                                                                  |                                                                  |                                                                  |                                                                  |  | Zamalek | Zamalek         | 1               |                 |  |
|  |                                                  |                                                  |                                                  |                                                  |                                                  |   |         |                                                                  |                                                                  |                                                                  |                                                                  |                                                                  |  | Zamalek | Zamalek         | 1               |                 |  |
|  |                                                  |                                                  | Al-Ahly                                          | Al-Ahly                                          | 2                                                |   |         |                                                                  |                                                                  |                                                                  |                                                                  |                                                                  |  |         |                 |                 |                 |  |
|  | Mamelodi Sundowns                                | Mamelodi Sundowns                                | Al-Ahly                                          | Al-Ahly                                          | 2                                                | 0 | 1       | 1                                                                |                                                                  |                                                                  |                                                                  |                                                                  |  |         |                 |                 |                 |  |
|  | Mamelodi Sundowns                                | Mamelodi Sundowns                                |                                                  |                                                  |                                                  |   |         |                                                                  |                                                                  |                                                                  |                                                                  |                                                                  |  |         |                 |                 |                 |  |
|  | Al-Ahly                                          | Al-Ahly                                          | 2                                                | 1                                                | 3                                                |   |         |                                                                  |                                                                  |                                                                  |                                                                  |                                                                  |  |         |                 |                 |                 |  |
|  | Al-Ahly                                          | Al-Ahly                                          | 2                                                | 1                                                | 3                                                |   | Al-Ahly | Al-Ahly                                                          | 2                                                                | 3                                                                | 5                                                                |                                                                  |  |         |                 |                 |                 |  |
|  |                                                  |                                                  |                                                  |                                                  |                                                  |   | Al-Ahly | Al-Ahly                                                          | 2                                                                | 3                                                                | 5                                                                |                                                                  |  |         |                 |                 |                 |  |
|  |                                                  |                                                  | Wydad Casablanca                                 | Wydad Casablanca                                 | 0                                                | 1 | 1       |                                                                  |                                                                  |                                                                  |                                                                  |                                                                  |  |         |                 |                 |                 |  |
|  | Étoile du Sahel                                  | Étoile du Sahel                                  | Wydad Casablanca                                 | Wydad Casablanca                                 | 0                                                | 1 | 1       | 0                                                                | 1                                                                | 1                                                                |                                                                  |                                                                  |  |         |                 |                 |                 |  |
|  | Étoile du Sahel                                  | Étoile du Sahel                                  |                                                  |                                                  |                                                  |   |         |                                                                  |                                                                  | 1                                                                |                                                                  |                                                                  |  |         |                 |                 |                 |  |
|  | Wydad Casablanca                                 | Wydad Casablanca                                 | 2                                                | 0                                                | 2                                                |   |         |                                                                  |                                                                  |                                                                  |                                                                  |                                                                  |  |         |                 |                 |                 |  |
|  | Wydad Casablanca                                 | Wydad Casablanca                                 | 2                                                | 0                                                | 2                                                |   |         |                                                                  |                                                                  |                                                                  |                                                                  |                                                                  |  |         |                 |                 |                 |  |
|  |                                                  |                                                  |                                                  |                                                  |                                                  |   |         |                                                                  |                                                                  |                                                                  |                                                                  |                                                                  |  |         |                 |                 |                 |  |

### Cuartos de final
Zamalek – Espérance de Tunis
| 28 de febrero de 2020 | Zamalek                                         | 3:1 (1:1) | Espérance de Tunis | Estadio Internacional, El Cairo                         |                                                         |
|                       | Ounajem 31' · Bencharki 72' · Alaa 90+4' (pen.) | Reporte   | Benguit 27'        | Asistencia: --- espectadores Árbitro(s): Rédouane Jiyed | Asistencia: --- espectadores Árbitro(s): Rédouane Jiyed |

| 6 de marzo de 2020 | Espérance de Tunis | 1:0 (1:0) | Zamalek | Estadio Olímpico de Radès, Túnez                          |                                                           |
|                    | Bensaha 5' (pen.)  | Reporte   |         | Asistencia: --- espectadores Árbitro(s): Mustapha Ghorbal | Asistencia: --- espectadores Árbitro(s): Mustapha Ghorbal |

- Zamalek clasifica a semifinales con un resultado global de 3–2.
Raja Casablanca – TP Mazembe
| 28 de febrero de 2020 | Raja Casablanca         | 2:0 (1:0) | TP Mazembe | Estadio Mohammed V, Casablanca                         |                                                        |
|                       | Malango 6' · Banoun 79' | Reporte   |            | Asistencia: --- espectadores Árbitro(s): Janny Sikazwe | Asistencia: --- espectadores Árbitro(s): Janny Sikazwe |

| 7 de marzo de 2020 | TP Mazembe    | 1:0 (0:0) | Raja Casablanca | Stade TP Mazembe, Lubumbashi                                   |                                                                |
|                    | Tshibangu 50' | Reporte   |                 | Asistencia: --- espectadores Árbitro(s): Bamlak Tessema Weyesa | Asistencia: --- espectadores Árbitro(s): Bamlak Tessema Weyesa |

- Raja Casablanca clasifica a semifinales con un resultado global de 2–1.
Al-Ahly – Mamelodi Sundowns
| 29 de febrero de 2020 | Al-Ahly                 | 2:0 (0:0) | Mamelodi Sundowns | Estadio Internacional, El Cairo                                    |                                                                    |
|                       | Maâloul 56', 68' (pen.) | Reporte   |                   | Asistencia: --- espectadores Árbitro(s): Jean-Jacques Ndala Ngambo | Asistencia: --- espectadores Árbitro(s): Jean-Jacques Ndala Ngambo |

| 7 de marzo de 2020 | Mamelodi Sundowns | 1:1 (1:1) | Al-Ahly          | Estadio Lucas Moripe, Pretoria                          |                                                         |
|                    | Sirino 27'        | Reporte   | Maboe 21' (a.g.) | Asistencia: --- espectadores Árbitro(s): Bakary Gassama | Asistencia: --- espectadores Árbitro(s): Bakary Gassama |

- Al-Ahly clasifica a semifinales con un resultado global de 3–1.
Wydad Casablanca – Étoile du Sahel
| 29 de febrero de 2020 | Wydad Casablanca | 2:0 (1:0) | Étoile du Sahel | Estadio Mohammed V, Casablanca                       |                                                      |
|                       | Nahiri 11', 54'  | Reporte   |                 | Asistencia: --- espectadores Árbitro(s): Sidi Alioum | Asistencia: --- espectadores Árbitro(s): Sidi Alioum |

| 7 de marzo de 2020 | Étoile du Sahel | 1:0 (0:0) | Wydad Casablanca | Estadio Olímpico de Radès, Túnez                          |                                                           |
|                    | Aribi 58'       | Reporte   |                  | Asistencia: --- espectadores Árbitro(s): Maguette N'Diaye | Asistencia: --- espectadores Árbitro(s): Maguette N'Diaye |

- Wydad Casablanca clasifica a semifinales con un resultado global de 2–1.

### Semifinales
Debido a la pandemia de COVID-19, todos los partidos de semifinales, originalmente programados para los días 2 y 9 de mayo de 2020, se pospusieron hasta nuevo aviso.
El 30 de junio de 2020, la CAF anunció que la competencia se reanudaría en septiembre de 2020 con un formato Final Four, con las semifinales jugadas en un solo partido. La sede y fecha, se anunciarían próximamente. Sin embargo, posteriormente reafirmo que las semifinales del torneo tendría formato de ida y vuelta, a pedido de los países de los clubes involucrados (Egipto y Marruecos), ya que estos poseen hasta el momento, el menor número de infectados en la región.
Wydad Casablanca – Al-Ahly
| 17 de octubre de 2020 | Wydad Casablanca | 0:2 (0:2) | Al-Ahly                       | Estadio Mohammed V, Casablanca                     |                                                    |
| 20:00 (UTC+1)         |                  | Reporte   | Magdy 4' · Maâloul 62' (pen.) | Asistencia: 0 espectadores Árbitro(s): Sidi Alioum | Asistencia: 0 espectadores Árbitro(s): Sidi Alioum |

| 23 de octubre de 2020 | Al-Ahly                                 | 3:1 (2:0) | Wydad Casablanca | Estadio Internacional, El Cairo                     |                                                     |
| 21:00 (UTC+2)         | Mohsen 5' · El Shahat 26' · Ibrahim 59' | Reporte   | El Moutaraji 82' | Asistencia: 0 espectadores Árbitro(s): Victor Gomes | Asistencia: 0 espectadores Árbitro(s): Victor Gomes |

- Al-Ahly clasifica a la final con un resultado global de 5–1.

Raja Casablanca – Zamalek
| 18 de octubre de 2020 | Raja Casablanca | 0:1 (0:1) | Zamalek       | Estadio Mohammed V, Casablanca                       |                                                      |
| 20:00 (UTC+1)         |                 | Reporte   | Bencharki 18' | Asistencia: 0 espectadores Árbitro(s): Janny Sikazwe | Asistencia: 0 espectadores Árbitro(s): Janny Sikazwe |

| 4 de noviembre de 2020 | Zamalek                      | 3:1 (0:0) | Raja Casablanca | Estadio Internacional, El Cairo                         |                                                         |
| 21:00 (UTC+2)          | Sassi 61' · Mohamed 85', 88' | Reporte   | Ben Malango 47' | Asistencia: 0 espectadores Árbitro(s): Maguette N'Diaye | Asistencia: 0 espectadores Árbitro(s): Maguette N'Diaye |

- Zamalek clasifica a la final con un resultado global de 4–1.

### Final
Esta fue a partido único, entre equipos del mismo país y la misma ciudad. Disputándose el superclásico egipcio (Derbi de El Cairo).
| 27 de noviembre de 2020 | Zamalek       | 1:2 (1:1) | Al-Ahly                 | Estadio Internacional, El Cairo                         |                                                         |
| 21:00 (UTC+2)           | Shikabala 31' | Reporte   | El Solia 5' · Magdy 86' | Asistencia: 0 espectadores Árbitro(s): Mustapha Ghorbal | Asistencia: 0 espectadores Árbitro(s): Mustapha Ghorbal |

#### Ficha del partido
| 1          | POR        | Mohamed Abou Gabal  |       |
| 23         | DEF        | Islam Gaber         | 90+2' |
| 4          | DEF        | Mahmoud Alaa        |       |
| 5          | DEF        | Mohamed Abdel Ghani |       |
| 14         | DEF        | Ahmed Eid           |       |
| 3          | MED        | Tarek Hamed         |       |
| 13         | MED        | Ferjani Sassi       |       |
| 10         | MED        | Mahmoud Shikabala   | 55'   |
| 20         | MED        | Achraf Bencharki    |       |
| 25         | MED        | Ahmed Sayed         |       |
| 15         | DEL        | Mostafa Mohamed     |       |
| Entrenador | Entrenador | Jaime Pacheco       |       |

| 16         | POR        | Mohamed El Shenawy |       |
| 21         | DEF        | Ali Maâloul        |       |
| 12         | DEF        | Ayman Ashraf       |       |
| 6          | DEF        | Yasser Ibrahim     |       |
| 30         | DEF        | Mohamed Hany       |       |
| 8          | MED        | Hamdy Fathy        |       |
| 17         | MED        | Amr El Solia       |       |
| 19         | MED        | Mohamed Magdy      | 90+1' |
| 28         | MED        | Junior Ajayi       | 67'   |
| 14         | MED        | Hussein El Shahat  |       |
| 18         | DEL        | Marwan Mohsen      | 90+2' |
| Entrenador | Entrenador | Pitso Mosimane     |       |

| 2 | DEL | Kabongo Kasongo | 55'   |
| 9 | DEL | Omar El Said    | 90+2' |

| 29 | DEL | Geraldo         | 67'   |
| 3  | DEF | Ramy Rabia      | 90+1' |
| 7  | DEL | Mahmoud Kahraba | 90+2' |

| Anotado | 31' | Mahmoud Shikabala | 1–1 |

| Anotado | 5'  | Amr El Solia  | 0–1 |
| Anotado | 86' | Mohamed Magdy | 1–2 |

| Amonestado | 90+3' | Ferjani Sassi |

| Amonestado | 73'   | Amr El Solia       |
| Amonestado | 88'   | Mohamed Magdy      |
| Amonestado | 90+4' | Mohamed Hany       |
| Amonestado | 90+5' | Mohamed El Shenawy |

| Árbitro             | Mustapha Ghorbal    |
| Árbitros asistentes | Abdelhak Etchiali   |
| Árbitros asistentes | Mokrane Gourari     |
| Cuarto árbitro      | Ibrahim Nour El Din |
| VAR                 | Janny Sikazwe       |

| 1          | POR        | Mohamed Abou Gabal  |       |
| 23         | DEF        | Islam Gaber         | 90+2' |
| 4          | DEF        | Mahmoud Alaa        |       |
| 5          | DEF        | Mohamed Abdel Ghani |       |
| 14         | DEF        | Ahmed Eid           |       |
| 3          | MED        | Tarek Hamed         |       |
| 13         | MED        | Ferjani Sassi       |       |
| 10         | MED        | Mahmoud Shikabala   | 55'   |
| 20         | MED        | Achraf Bencharki    |       |
| 25         | MED        | Ahmed Sayed         |       |
| 15         | DEL        | Mostafa Mohamed     |       |
| Entrenador | Entrenador | Jaime Pacheco       |       |

| 16         | POR        | Mohamed El Shenawy |       |
| 21         | DEF        | Ali Maâloul        |       |
| 12         | DEF        | Ayman Ashraf       |       |
| 6          | DEF        | Yasser Ibrahim     |       |
| 30         | DEF        | Mohamed Hany       |       |
| 8          | MED        | Hamdy Fathy        |       |
| 17         | MED        | Amr El Solia       |       |
| 19         | MED        | Mohamed Magdy      | 90+1' |
| 28         | MED        | Junior Ajayi       | 67'   |
| 14         | MED        | Hussein El Shahat  |       |
| 18         | DEL        | Marwan Mohsen      | 90+2' |
| Entrenador | Entrenador | Pitso Mosimane     |       |

| 2 | DEL | Kabongo Kasongo | 55'   |
| 9 | DEL | Omar El Said    | 90+2' |

| 29 | DEL | Geraldo         | 67'   |
| 3  | DEF | Ramy Rabia      | 90+1' |
| 7  | DEL | Mahmoud Kahraba | 90+2' |

| Anotado | 31' | Mahmoud Shikabala | 1–1 |

| Anotado | 5'  | Amr El Solia  | 0–1 |
| Anotado | 86' | Mohamed Magdy | 1–2 |

| Amonestado | 90+3' | Ferjani Sassi |

| Amonestado | 73'   | Amr El Solia       |
| Amonestado | 88'   | Mohamed Magdy      |
| Amonestado | 90+4' | Mohamed Hany       |
| Amonestado | 90+5' | Mohamed El Shenawy |

| Árbitro             | Mustapha Ghorbal    |
| Árbitros asistentes | Abdelhak Etchiali   |
| Árbitros asistentes | Mokrane Gourari     |
| Cuarto árbitro      | Ibrahim Nour El Din |
| VAR                 | Janny Sikazwe       |

|                   |
| Bandera de Egipto |
| Campeón Al-Ahly   |
| 9.° título        |

## Goleadores
| Jugador          | Club            |    |
| ---------------- | --------------- | -- |
| Karim Aribi      | Étoile du Sahel | 11 |
| Mostafa Mohamed  | Zamalek         | 9  |
| Achraf Bencharki | Zamalek         | 8  |
| Jackson Muleka   | Mazembe         | 7  |